# Zwischbergental
La Zwischbergental (Valle di Zwischbergen), Val Vaira in italiano, è una valle laterale della Val Divedro che si trova nel Canton Vallese.
La valle si apre all'altezza di Gondo sulla destra orografica della Val Divedro poco dopo il confine tra l'Italia e la Svizzera. Si incunea nella Alpi Pennine ed arriva fino al passo dello Zwischbergen.
Dal punto di vista orografico separa la Catena del Weissmies (a nord) dalla Catena dell'Andolla (a sud).
L'unico comune della valle è Zwischbergen.
È solcata dal torrente Grosswasser, tributario del Diveria.
Nella valle si trova la diga di Serra.